# Baza lądowania desantu
Baza lądowania desantu – organ przeznaczony do zaopatrywania i uzupełniania wojsk desantu na brzegu oraz ewakuacji rannych i chorych.